# Back by Thug Demand
Back by Thug Demand – siódmy album amerykańskiego rapera Tricka Daddy’ego. Został wydany 19 grudnia 2006 roku nakładem wytwórni Slip-N-Slide Records/Atlantic Records.
Gościnnie występują Chamillionaire, Trey Songz, 8 Ball, Young Buck, Webbie, Jaheim, Gold Ru$h, Trina, Birdman i inni. Pierwotnie album miał nosić tytuł Book of Thugs: Part II. Pierwszym singlem jest „Bet That” z udziałem Chamillionaire i Gold Rush, wyprodukowany przez The Runners. Drugim miał być „Straight Up” z udziałem Young Bucka, lecz potem został zamieniony na „Tuck Ya Ice” z Birdmanem.

## Lista utworów
| #  | Tytuł                                | Producent(ci) | Goście                                  | Czas |
| -- | ------------------------------------ | ------------- | --------------------------------------- | ---- |
| 1  | „The Big Pookie Interview”           |               |                                         | 0:50 |
| 2  | „Breaka, Breaka”                     | The Runners   |                                         | 3:34 |
| 3  | „Straight Up”                        | Gold Ru$h     | Young Buck                              | 4:19 |
| 4  | „The Commentator (Skit)”             |               |                                         | 1:29 |
| 5  | „Bet That”                           | The Runners   | Chamillionaire & Gold Ru$h              | 3:52 |
| 6  | „10-20-Life”                         | Gold Ru$h     |                                         | 4:59 |
| 7  | „Tuck Ya Ice”                        | Kane Beatz    | Birdman                                 | 4:23 |
| 8  | „Booty Doo”                          | Khao          | Webbie & International Jones            | 4:18 |
| 9  | „Born a Thug”                        | Gold Ru$h     |                                         | 4:18 |
| 10 | „TDD (Skit)”                         |               |                                         | 1:00 |
| 11 | „Lights Off”                         | Kane Beatz    | International Jones                     | 3:39 |
| 12 | „Tonight”                            | Gorilla Tek   | Jaheim & Trina                          | 4:24 |
| 13 | „You Damn Right”                     | Gold Ru$h     | Dunk Ryders & Skky                      | 5:01 |
| 14 | „Chevy”                              | Mannie Fresh  | Young Steff                             | 4:05 |
| 15 | „So High”                            | Bigg D        | Trey Songz & 8Ball                      | 4:29 |
| 16 | „Drop (Low, Low, Low)” [Bonus Track] |               | The Dartmouth High School Marching Band | 3:03 |
| 17 | „Duck Down” [Bonus Track]            |               | Plies & The Notorious B.I.G.            | 4:25 |
| 18 | „I Pop” [Bonus Track]                | Disco D       |                                         | 2:55 |